# Одна ночь в Майами
«Одна ночь в Майами» (англ. One Night in Miami) — американский драматический фильм 2020 года, снятый режиссёром Реджиной Кинг. Экранизация одноимённой пьесы Кемпа Пауэрса с Кингсли Бен-Адиром,Элаем Гори, Элдисом Ходжем и Лесли Одомом-младшим в главных ролях. Картина получила три номинации на премию «Оскар», множество других наград и номинаций.

## Сюжет
Действие фильма происходит 25 февраля 1964 года. Молодой боксёр Кассиус Клей становится чемпионом мира. Весь Майами празднует его победу, но он сам из-за закона о расовой сегрегации вынужден провести ночь в отеле с друзьями — политическим активистом Малькольмом Икс, футболистом Джимом Брауном и певцом Сэмом Куком. Они обсуждают планы на будущее и высказывают претензии друг к другу. Малькольм обвиняет Кука в конформизме и потворстве вкусам белой аудитории, тот пытается доказать, что работает на благо чернокожего сообщества. Браун делится планами сделать карьеру актёра, Клей рассказывает, что решил принять ислам.
В течение фильма становится понятно, что резкие нападки Малькольма на Кука во многом объясняются его личными трудностями — в частности, стрессом из-за преследований со стороны ФБР и разрыва с Элайджей Мухаммадом. Малькольм просит Клея присоединиться к организации, которую он намерен создать, но тот отвечает отказом. После этой ночи Клей официально меняет имя на Мухаммед Али. Браун уходит из футбола в кино, Малькольм погибает через год от руки убийцы.

## В ролях
- Кингсли Бен-Адир — Малкольм Икс
- Элай Гори — Кассиус Клей
- Элдис Ходж — Джим Браун
- Лесли Одом-младший — Сэм Кук
- Лэнс Реддик — Карим Икс
- Кристиан Магби — Джамаал
- Хоакина Калуканго — Бетти Икс
- Николетт Робинсон — Барбара Кук
- Майкл Империоли — Анджело Данди
- Лоренс Гиллиард-младший — Дрю Бундини Браун
- Бо Бриджес — мистер Карлтон
- Эмили Бриджес — Эмили Карлтон
- Джереми Поуп — Джеки Уилсон
- Кристофер Горэм — Джонни Карсон
- Джером А. Уилсон — Элайджа Мухаммад

## Создание и оценки
В июле 2019 года стало известно, что Реджина Кинг станет исполнительным продюсером и режиссёром фильма по пьесе Кемпа Пауэрса «Одна ночь в Майами». К январю 2020 года был сформирован основной актёрский коллектив: роли в картине получили Кингсли Бен-Адир, Элай Гори, Элдис Ходж, Лесли Одом-младший и Лэнс Реддик. Съёмки начались в январе 2020 года в Новом Орлеане.
Премьера «Одной ночи в Майами» состоялась 7 сентября 2020 года на 77-м Венецианском кинофестивале. Картину показали вне конкурса, причём критики оценили её как «актуальный политический фильм». В том же году фильм показали на кинофестивале в Торонто. В прокат «Одна ночь в Майами» вышла 15 января 2021 года.
На сайте-агрегаторе отзывов Rotten Tomatoes рейтинг фильма составил 98 % со средней оценкой 8,3 из 10. Рецензенты с этого ресурса высоко оценили режиссуру Реджины Кинг и основные актёрские работы. На Metacritic картина получила среднюю оценку 83 из 100, которая означает «всеобщее признание». Кейт Эрбланд из IndieWire поставила фильму «пятерку»: она признала, что «Одна ночь в Майами» часто похожа на спектакль, но констатировала, что и режиссёр, и актёры извлекают максимум из театрального материала. Оуэн Глейберман из Variety высоко оценил персонажей и параллели фильма с современностью, написав: «„Одна ночь в Майами“ — это увлекательный спор о власти между теми, кто её завоевал, но всё ещё не знает, что с ней делать».
Джиму Брауну, единственному из героев фильма, кто был жив на момент релиза, фильм, по слухам, понравился.

## Награды и номинации
| Премия                              | Категория                             | Номинант                                   | Результат |
| ----------------------------------- | ------------------------------------- | ------------------------------------------ | --------- |
| «Оскар»                             | Лучшая мужская роль второго плана     | Лесли Одом-мл.                             | Номинация |
| «Оскар»                             | Лучший адаптированный сценарий        | Кемп Пауэрс                                | Номинация |
| «Оскар»                             | Лучшая песня                          | Лесли Одом-мл., Сэм Эшворт («Speak Now»)   | Номинация |
| «Грэмми»                            | Лучший саундтрек для визуальных медиа | «Одна ночь в Майами»                       | Номинация |
| «Грэмми»                            | Лучшая песня для визуальных медиа     | Лесли Одом-мл., Сэм Эшворт («Speak Now»)   | Номинация |
| «Золотой глобус»                    | Лучший режиссёр                       | Реджина Кинг                               | Номинация |
| «Золотой глобус»                    | Лучшая мужская роль второго плана     | Лесли Одом-мл.                             | Номинация |
| «Золотой глобус»                    | Лучшая песня                          | Лесли Одом-мл., Сэм Эшворт («Speak Now»)   | Номинация |
| BAFTA                               | Лучшая мужская роль второго плана     | Лесли Одом-мл.                             | Номинация |
| «Выбор критиков»                    | Лучший фильм                          |                                            | Номинация |
| «Выбор критиков»                    | Лучший режиссёр                       | Реджина Кинг                               | Номинация |
| «Выбор критиков»                    | Лучшая мужская роль второго плана     | Лесли Одом-мл.                             | Номинация |
| «Выбор критиков»                    | Лучший адаптированный сценарий        | Кемп Пауэрс                                | Номинация |
| «Выбор критиков»                    | Лучший актёрский состав               |                                            | Номинация |
| «Выбор критиков»                    | Лучшая песня                          | Лесли Одом-мл., Сэм Эшворт («Speak Now»)   | Победа    |
| «Независимый дух»                   | Премия имени Роберта Олтмена          |                                            | Победа    |
| «Спутник»                           | Лучший фильм — драма                  |                                            | Номинация |
| «Спутник»                           | Лучшая мужская роль второго плана     | Кингсли Бен-Адир                           | Номинация |
| «Спутник»                           | Лучший адаптированный сценарий        | Кемп Пауэрс                                | Номинация |
| «Спутник»                           | Лучшая музыка к фильму                | Теренс Бланчард                            | Номинация |
| «Спутник»                           | Лучшая песня                          | Лесли Одом-мл., Сэм Эшворт («Speak Now»)   | Номинация |
| «Спутник»                           | Лучший монтаж                         | Тарик Анвар                                | Номинация |
| «Спутник»                           | Лучшая операторская работа            | Тами Рикер                                 | Номинация |
| «Спутник»                           | Лучшая работа художника-постановщика  | Пейдж Бакнер, Бэрри Робинсон, Марк Зюльзке | Номинация |
| «Спутник»                           | Лучший дизайн костюмов                | Френсин Джеймисон-Танчук                   | Номинация |
| Национальный совет кинокритиков США | Свобода самовыражения                 |                                            | Победа    |
| Премия Гильдии режиссёров США       | Лучший режиссёрский дебют             | Реджина Кинг                               | Номинация |
| Премия Гильдии киноактёров США      | Лучшая мужская роль второго плана     | Лесли Одом-мл.                             | Номинация |
| Премия Гильдии киноактёров США      | Лучший актёрский состав               |                                            | Номинация |
| Премия Гильдии продюсеров США       | Лучший фильм                          | Джесс Ву Колдер, Кит Колдер, Джоди Клайн   | Номинация |
| Премия Гильдии сценаристов США      | Лучшая адаптированный сценарий        | Кемп Пауэрс                                | Номинация |